# یونا (جورجیا)
یونا (به انگلیسی: Yonah) یک منطقهٔ مسکونی در ایالات متحده آمریکا است که در جورجیا واقع شده‌است. یونا ۵۰۷ نفر جمعیت دارد و ۴۶۹٫۰۹ متر بالاتر از سطح دریا واقع شده‌است.